# Dietze
Dietze ist ein deutscher Familienname.

## Varianten
- Dietz
- Dietzel
- Dieze
- Ditze
- Tietze
- Tieze

## Namensträger
- Adolph von Dietze (1825–1910), deutscher Landwirt und Politiker
- Anna-Maria Dietze (* 1999), deutsche Skilangläuferin
- Annedore Dietze (* 1972), deutsche Malerin
- Benno Dietze (* 2003), deutscher Fußballspieler
- Birgit Dietze (* 1973), deutsche Juristin
- Bruno Dietze (1867–1912), deutscher Maler
- Carl Dietze (1824–1896), deutscher Ingenieur, langjähriger Direktor der Dampfschiffahrts-Gesellschaft für den Nieder- und Mittelrhein (DGNM)
- Carola Dietze (* 1973), deutsche Historikerin
- Constantin von Dietze (1891–1973), deutscher Agrarwissenschaftler
- Dieter Dietze (1937–2000), deutscher Bildhauer und Metallplastiker
- Ekkehardt Dietze (* 1950), deutscher Politiker (SPD)
- Ernst Dietze (1869–nach 1935), deutscher Schriftsteller und Übersetzer
- Ernst Richard Dietze (1880–1961), deutscher Maler
- Gabriele Dietze (* 1951), deutsche Kulturwissenschaftlerin
- Gerhard Dietze (Künstler) (1920–1999), deutscher Maler und Textildesigner
- Gerhard Dietze (1932–2018), deutscher Badmintonspieler
- Gottfried von Dietze (1921–2012), deutscher Rechtsritter des Johanniterordens
- Gottfried Dietze (1922–2006), deutschamerikanischer Politologe
- Hans-Helmut Dietze (1911–1946), deutscher Jurist
- Heinrich Dietze (1882–1964), deutscher Politiker (DNVP)
- Hermann Dietze (1900–1967), deutscher Maler
- Hilde Dietze (1923–2023), deutsche Turnerin
- Horst Dietze (* 1928), deutscher Jurist, Kommunalpolitiker, Journalist und Kirchenfunktionär
- Horst-Dietrich Dietze, deutscher Physiker, Ordinarius für Theoretische Physik in Saarbrücken und Aachen
- Ilse Dietze (* 1920), deutsche Politikerin, Abgeordnete der Volkskammer der DDR (CDU)
- Joachim Dietze (1931–2018), deutscher Bibliothekar und Philologe
- Johann Gottfried Dietze (1823–1888), deutscher Rittergutsbesitzer und Politiker
- Josef Dietze (1887–1949), deutscher Kameramann
- Julia Dietze (* 1981), deutsche Schauspielerin
- Jürgen Dietze (* 1942), deutscher Sportwissenschaftler, Hochschullehrer und Schwimmer
- Kurt Dietze (1920–1965), deutscher Grafiker und Buchillustrator
- Manfred Dietze (1928–2014), deutscher MfS-Generalleutnant
- Marcus Conrad Dietze (1658–1704), deutscher Architekt und Bildhauer
- Max Dietze (1897–1940), deutscher Kommunalpolitiker (NSDAP)
- Otto Dietze (Architekt) (1833–1890), deutscher Architekt
- Otto Dietze (Schachspieler) (1927–2019), deutscher Schachspieler, Autor und Übersetzer
- Otto Dietze (Mediziner), österreichischer Pathologe und Hochschullehrer
- Paul Dietze (Architekt), deutscher Architekt
- Paul Dietze (Landesgruppenführer) (1884–nach 1935), deutscher Major und Landesgruppenführer
- Paul Dietze (Fußballspieler) (1885–1915), deutscher Fußballspieler
- Peter Dietze (1936–2011), deutscher Diplomat der DDR
- Reinhard Dietze (1954–2007), deutscher Turner und Olympiateilnehmer
- Roderich Dietze (1909–1960), deutscher Sportreporter und Tischtennisspieler
- Ruben Dietze (* 1993), deutscher Songwriter, Musikproduzent, Live-Musiker und Dozent
- Theodor Dietze (1824–1908), deutscher Kaufmann und Politiker
- Tina Dietze (* 1988), deutsche Kanutin
- Ulrich Dietze (* 1964), deutscher Sachbuchautor, Unternehmensberater
- Ursula von Dietze (1925–1979), deutsche Bibliothekarin
- Walter Dietze (Verleger) (1888–1962), deutscher Verleger und Buchhändler
- Walter Dietze (Germanist) (1926–1987), deutscher Germanist und Hochschullehrer
- Wilhelm Dietze (1791–1864), deutscher Politiker, 1848/49 Oberbürgermeister von Düsseldorf